# 15 juin
Pour les articles homonymes, voir Quinze-Juin.
15 mai 15 juillet
Chronologies thématiques
- Croisades
- Ferroviaires
- Sports
- Disney
- Anarchisme
- Catholicisme

Abréviations / Voir aussi
- (° 1852) = né en 1852
- († 1885) = mort en 1885
- a.s. = calendrier julien
- n.s. = calendrier grégorien
- Calendrier
- Calendrier perpétuel
- Liste de calendriers
- Naissances du jour

Le 15 juin est le 166e jour, moins souvent le 167e, de l'année du calendrier grégorien ; il en reste ensuite 199.
Son équivalent était généralement le 27 prairial du calendrier républicain ou révolutionnaire français, officiellement dénommé jour de la verveine.

## Événements

### Xesiècle
- 923 : bataille de Soissons.

### XIIesiècle
- 1184 : bataille de Fimreite.
- 1189 : bataille de la Koromo-gawa.

### XIIIesiècle
- 1215 : établissement de la Magna Carta en Angleterre.
- 1219 : bataille de Lyndanisse pendant les croisades baltes.
- 1300 : Diego López V de Haro fonde Bilbao.

### XIVesiècle
- 1312 : victoire de Charles Robert de Hongrie sur Amadé Aba, à la bataille de Rozgony.
- 1389 : victoire turque sur les Serbes, à la bataille de Kosovo Polje.

### XVesiècle
- 1429 : les Français écrasent l'armée anglaise de John Talbot et Thomas de Scales à la bataille de Meung-sur-Loire.

### XVIesiècle
- 1520 : le pape Léon X publie une bulle exigeant de Martin Luther sa rétractation sous peine d'excommunication (il sera excommunié le 3 janvier 1521).

### XVIIIesiècle
- 1791 : création de bataillons de volontaires nationaux.

### XIXesiècle
- 1859 : début de la « guerre du cochon », portant sur la question de l'Oregon.
- 1864 : début du siège de Petersburg.
- 1888 : Guillaume II devient empereur allemand.

### XXesiècle
- 1944 : début de la bataille de Saipan.
- 1969 : Georges Pompidou est élu 2e président de la Ve République française.
- 1994 : établissement de relations diplomatiques entre Israël et le Vatican[1].

### XXIesiècle
- 2001 : création de l'Organisation de coopération de Shanghai.
- 2010 : David Cameron présente les excuses du gouvernement britannique pour le Bloody Sunday de 1972.
- 2014 : Juan Manuel Santos est réélu, lors du second tour de l’élection présidentielle en Colombie.
- 2017 : Ana Brnabić est proposée pour le poste de présidente du gouvernement à l'Assemblée nationale de Serbie par Aleksandar Vučić quant à lui nouveau président de la République serbe. Elle est la première femme et la première personne ouvertement homosexuelle choisie pour exercer cette responsabilité[2].

## Arts, culture et religion
- 1985 : 
  - création au Japon du studio d'animation Ghibli par Hayao Miyazaki, Isao Takahata et la compagnie Tokuma Shoten.
  - Premier concert « Touche pas à mon pote » de SOS Racisme place de la Concorde à Paris, en présence de 500 000 personnes dont les humoristes Guy Bedos (alors anniversé comme ci-après), Coluche et Michel Boujenah pour l'animation, Indochine, Francis Cabrel ou Téléphone pour musiques et chansons[3].
- 1994 : Sortie du Roi Lion, le film d'animation le plus lucratif des années 1990, produit par les studios Disney.

## Sciences et techniques
- 1667 : Jean Baptiste Denis effectue la première transfusion sanguine (avec le sang d'un agneau).
- 1752 : Benjamin Franklin invente le paratonnerre.
- 1919 : Alcock et Brown  effectuent le premier vol transatlantique sans escale.
- 1988 : Ariane 4 effectue son premier lancement.
- 2007 : inauguration du tunnel de base du Lötschberg.
- 2016 : les laboratoires LIGO et Virgo annoncent la deuxième observation directe d'ondes gravitationnelles.

## Économie et société
- 1954 : fondation de l'Union des associations européennes de football / U.E.F.A.
- 1963 : Carrefour ouvre à Sainte-Geneviève-des-Bois dans l'Essonne francilienne le premier hypermarché français.
- 1970 : le ministre français des Postes et Télécommunications Yves Guéna inaugure à Boulazac l'imprimerie nationale des timbres-poste et des valeurs fiduciaires.
- 2020 : la Cour suprême des États-Unis dispose que les personnes homosexuelles et transgenres sont protégées contre les discriminations en matière d'emploi en vertu du Civil Rights Act de 1964[4].
- 2024 : 
  - fin du sommet du G7 en Italie[5].
  - en Suisse, début de la Conférence de haut niveau sur la paix en Ukraine qui a lieu au Bürgenstock Resort[6].

## Naissances

### XIVesiècle
- 1330 : Édouard de Woodstock dit « le Prince Noir », prince de Galles ayant combattu en France au début de la guerre dite de Cent ans et jamais devenu roi car mort avant son père Édouard III d'Angleterre († 8 juin 1376).

### XVIesiècle
- 1519 : Henry FitzRoy, Ier duc de Richmond et Somerset, homme politique anglais, Lord Lieutenant d'Irlande († 23 juillet 1536).
- 1553 : Ernest d'Autriche, archiduc du Saint-Empire († 20 février 1595).
- 1587 : Gabriel Gustafsson Oxenstierna, homme politique suédois († 27 novembre 1640).
- 1594 : Nicolas Poussin, peintre français († 19 novembre 1665).

### XVIIesiècle
- 1618 : François Blondel, architecte français († 21 janvier 1686).
- 1623 : Cornelis de Witt, homme d'État néerlandais († 20 août 1672).
- 1634 : François VII, duc de La Rochefoucauld († 12 janvier 1714).
- 1636 : Charles de La Fosse, peintre français († 13 décembre 1716).
- 1640 : Bernard Lamy, mathématicien, philosophe et physicien français († 29 janvier 1715).

### XVIIIesiècle
- 1755 : Antoine-François Fourcroy, chimiste français († 16 décembre 1809).
- 1764 : Étienne-Gaspard Robert, artiste et scientifique belge († 2 juillet 1837).

### XIXesiècle
- 1809 : François-Xavier Garneau, historien canadien († 3 février 1866).
- 1843 : Edvard Grieg, compositeur et pianiste norvégien († 4 septembre 1907).
- 1850 : Ángel Pastor (Ángel Pastor Gómez dit), matador espagnol († 7 avril 1900).
- 1864 : Guy Ropartz, compositeur français († 22 novembre 1955).
- 1875 : Herman Smith-Johannsen, skieur de fond canadien d’origine norvégienne († 5 janvier 1987).
- 1879 : Léopold Nègre, médecin français († 29 juillet 1961).
- 1882 : Ion Antonescu, homme politique roumain, chef d'État de 1940 à 1944 († 1er juin 1946).
- 1884 :
  - Harry Langdon, acteur américain († 22 décembre 1944).
  - Phraya Manopakorn Nititada, homme d’État thaï, 1er Premier ministre du Siam de 1932 à 1933 († 1er octobre 1948).
- 1885 : Roland Dorgelès, écrivain français († 18 mars 1973).
- 1898 : Andrée Marty-Capgras, journaliste et femme politique française († 19 juin 1963).

### XXesiècle
- 1902 : Erik Erikson, psychanalyste américain d'origine danoise († 12 mai 1994).
- 1905 : 
  - James Robertson Justice, acteur britannique († 2 juillet 1975).
  - Ray Barbuti, athlète américain spécialiste du 400 m., double champion olympique († 8 juillet 1988).
  - Philippe Tailliez, plongeur sous-marin et écrivain français († 25 septembre 2002).
- 1906 : Léon Degrelle, homme politique belge († 31 mars 1994).
- 1908 : Sam Giancana, mafieux américain d’origine sicilienne († 19 juin 1975).
- 1910 : David Rose, chef d'orchestre, compositeur et arrangeur américain d’origine britannique († 23 août 1990).
- 1914 : Youri Andropov (Ю́рий Влади́мирович Андро́пов), homme d'État soviétique, secrétaire général du Comité central du PCUS de 1982 à 1984 et à ce titre chef de l'État soviétique de l'U.R.S.S. († 9 février 1984).
- 1916 : Francis Lopez, compositeur français († 5 janvier 1995).
- 1919 :
  - Paul Joseph Pham Ðình Tung, prélat vietnamien († 22 février 2009).
  - Mario Revollo Bravo, prélat italien († 3 novembre 1995).
- 1920 :
  - Sam Sniderman, homme d’affaires canadien († 23 septembre 2012).
  - Alberto Sordi, acteur et réalisateur italien († 24 février 2003).
- 1921 : 
  - Erroll Garner, musicien américain († 2 janvier 1977).
  - James Emanuel, poète et universitaire américain († 28 septembre 2013).
- 1924 : Ezer Weizman (עזר ויצמן), homme d’État israélien, septième président de l'État d'Israël, de 1993 à 2000 († 24 avril 2005).
- 1926 : François Michelin, industriel français († 29 avril 2015).
- 1927 : 
  - Magda Hollander-Lafon (Magdolna Hollander dite), écrivaine française et bretonne d'origine hongroise juive, ancienne déportée d'Auschwitz survivante de la Shoah et transmettrice auprès de la jeunesse († 26 novembre 2023).
  - Hugo Pratt, auteur de bande dessinée italien († 20 août 1995).
- 1928 : 
  - Laurence Badie, comédienne, humoriste, doubleuse vocale française († 11 janvier 2024).
  - Irenäus Eibl-Eibesfeldt, éthologue autrichien († 2 juin 2018).
- 1929 : Suraiya, actrice et chanteuse indienne († 31 janvier 2004).
- 1930 : 
  - Marcel Pronovost, joueur de hockey sur glace québécois († 26 avril 2015).
  - Odile Versois, comédienne française († 23 juin 1980).
- 1932 :
  - Christy Brown, peintre et poète irlandais († 6 septembre 1981).
  - Mario Cuomo, homme politique américain († 1er janvier 2015).
  - Bernie Faloney (en), joueur américain de football américain, ayant exercé dans la LCF († 14 juin 1999).
  - Robert O. Paxton, historien américain spécialiste de la Seconde Guerre mondiale, ayant conduit des recherches importantes sur la France de Vichy.
- 1933 :
  - Mohammad Ali Rajai (محمد علی رجائی), homme politique iranien, président en août 1981 († 30 août 1981, assassiné).
  - Fouad Mebazaa, homme d'État tunisien, président de la République de janvier à décembre 2011.
- 1934 : Guy Bedos, humoriste et acteur français († 28 mai 2020).
- 1935 : George Jonas, écrivain et journaliste canadien († 10 janvier 2016).
- 1936 :
  - Claude Brasseur (Claude Espinasse dit), acteur français († 22 décembre 2020).
  - William Joseph Levada, prélat américain († 26 septembre 2019).
- 1937 :
  - Pierre Billon, écrivain et enseignant universitaire québécois d'origine suisse.
  - Michèle Cotta, journaliste française.
  - Waylon Jennings, chanteur américain de musique country († 13 février 2002).
- 1938 : Billy Williams (en) joueur de baseball professionnel américain.
- 1941 : Harry Nilsson, chanteur et compositeur américain († 15 janvier 1994).
- 1942 : Ian Greenberg, homme d'affaires et diffuseur québécois, président et chef de direction d'Astral Media († 10 janvier 2022).
- 1943 :
  - Johnny Hallyday, chanteur, interprète et acteur français († 5 décembre 2017).
  - Poul Nyrup Rasmussen, homme politique danois, Premier ministre de 1993 à 2001.
- 1944 : 
  - Johnny Farago, chanteur québécois († 31 juillet 1997).
  - Inna Ryskal, joueuse de volley-ball soviétique, double championne olympique.
- 1945 : Robert Sarah, cardinal catholique guinéen.
- 1946 :
  - Brigitte Fossey, actrice française.
  - Demis Roussos (Artémios Ventoúris Roússos (Αρτέμιος Βεντούρης Ρούσσος) dit), chanteur grec († 25 janvier 2015).
- 1947 : 
  - Alain Aspect, physicien français.
  - Tim Hunter, réalisateur et scénariste américain de télévision et de cinéma.
  - Paul Nahon, journaliste français.
- 1949 :
  - Dusty Baker, joueur et gérant de baseball américain.
  - Jean-Jacques Bourdin, journaliste français.
  - Russell Hitchcock (en), chanteur et musicien australien du groupe Air Supply.
  - Rick Rosenthal, réalisateur américain.
  - Jim Varney, acteur américain († 10 février 2000).
  - Jean Gayon, philosophe français († 28 avril 2018).
- 1951 : 
  - Steve Walsh, chanteur, compositeur et claviériste américain du groupe Kansas.
  - Andon Nikolov, haltérophile bulgare, champion olympique.
- 1954 :
  - Daniyal Akhmetov (Дaниял Кенжетaйұлы Ахметов : Danïyal Kenjetayulı Axmetov), homme d’État kazakh, Premier ministre de la République du Kazakhstan de 2003 à 2007.
  - James Belushi, acteur américain.
  - Beverley Whitfield, nageuse australienne, championne olympique († 20 août 1996).
- 1955 : 
  - James Roger Crompton Lupton, baron Lupton, pair et homme politique britannique.
- 1956 : 
  - Lance Parish (en), receveur de baseball américain.
  - Véronique Trinquet, escrimeuse française, médaillée olympique.
- 1958 : Wade Boggs, joueur de baseball américain.
- 1959 : Eileen Davidson, actrice américaine.
- 1960 :
  - Patrick Edlinger, grimpeur français, pionnier de l'escalade libre de haut niveau († 16 novembre 2012).
  - Michèle Laroque, comédienne et humoriste française.
- 1961 : Laurent Cantet, réalisateur et scénariste français († 25 avril 2024).
- 1963 :
  - Mario Gosselin, gardien de but de hockey sur glace québécois.
  - Helen Hunt, actrice américaine.
- 1964 :
  - Courteney Cox, actrice américaine.
  - Michael Laudrup, footballeur danois.
- 1965 : Valérie Barouille (ou Valérie Dall'Anese), chanteuse française.
- 1967 : Chantal Cadieux, romancière, dramaturge et scénariste québécoise.
- 1969 :
  - Linda Andersen, navigatrice norvégienne, championne olympique.
  - Jesse Bélanger, joueur de hockey sur glace québécois.
  - Ice Cube (O'Shea Jackson Sr. dit), musicien et acteur américain.
  - Oliver Kahn, footballeur allemand.
  - Cédric Pioline, joueur de tennis français.
- 1970 :
  - Marie-Hélène Fortin, violoniste et chanteuse québécoise du groupe Mes Aïeux.
  - Žan Tabak, joueur et entraîneur croate de basket-ball.
- 1971 :
  - Edwin Brienen, réalisateur néerlandais.
  - Jake Busey, acteur américain.
- 1972 :
  - Justin Leonard, golfeur américain.
  - Andy Pettitte, joueur de baseball américain.
- 1973 :
  - Michaël Blanc, citoyen français emprisonné en Indonésie pour suspicion de trafic de drogues.
  - Neil Patrick Harris, acteur et chanteur américain.
  - Greg Vaughan, acteur américain.
- 1975 : 
  - Elizabeth Reaser, actrice américaine.
  - Louise Tourret, journaliste radiophonique française.
- 1979 : Yuliya Nesterenko, athlète biélorusse spécialiste du sprint, championne olympique.
- 1980 :
  - Christopher Castile, acteur américain.
  - Alexis Lemaire, informaticien français.
  - Clémentine Mélois, artiste plasticienne et photographe française.
  - Nafa Urbach, actrice et chanteuse indonésienne.
- 1981 : Lisa Marie Thalhammer, peintre et muraliste américaine.
- 1983 :
  - Julia Fischer, musicienne allemande.
  - Aurélie Vaneck, actrice française.
  - Fernanda Fuentes, cheffe chilienne.
- 1984 :
  - Tim Lincecum, joueur de baseball américain.
  - James Mathis, basketteur américain.
- 1985 : 
  - Nadine Coyle, chanteuse britannique du groupe Girls Aloud.
  - D.J. Strawberry (Darryl Eugene Strawberry Jr dit), basketteur américain.
- 1986 : Salah Mejri, basketteur tunisien.
- 1989 : Teddy Tamgho, triple sauteur français.
- 1991 : Pascal Groß, footballeur allemand.
- 1992 : Mohamed Salah, footballeur égyptien.
- 1994 :
  - Wafa Bellar, taekwondoïste tunisienne.
  - Khamica Bingham, athlète canadienne.
  - Lee Kiefer, escrimeuse américaine.
  - Brandon McBride, athlète canadien.
  - Stephanie Talbot, basketteuse australienne.
  - Ameen Zakkar, handballeur qatari.
  - Iñaki Williams, footballeur ghanéen.
  - Yussuf Poulsen, footballeur danois.
- 1997 : Albert Gudmundsson, footballeur islandais.

### XXIesiècle
- 2015 : Nicolas de Suède, duc d'Ångermanland et prince de Suède.

## Décès

### Xesiècle
- 923 : Robert Ier, frère d'Eudes et comte de Paris de 898 à sa mort, élu roi des Francs / de Francie occidentale de 922 à son décès, grand-père de Hugues Capet (° vers 860).
- 991 : Théophano Skleraina, impératrice du Saint-Empire de 973 à 983 (° vers 955).

### XIesiècle
- 1073 : Go-Sanjō (後三条天皇), 71e empereur du Japon de 1068 à 1073 (° 3 septembre 1034).

### XIIesiècle
- 1189 : Minamoto no Yoshitsune (源 義経), militaire japonais (° vers 1159).

### XIIIesiècle
- 1246 : Frédéric II, duc d'Autriche (° 25 avril 1211).

### XIVesiècle
- 1341 : Andronic III Paléologue (Ανδρόνικος Γ' Παλαιολόγος), empereur byzantin de 1328 à 1341 (° 1297).
- 1389 :
  - Lazar Hrebeljanović (Лазар Хребељановић), souverain serbe de 1374 à 1389, mort à la bataille de Kosovo Polje (° 1329).
  - Murad Ier (مراد اول : Murat Hüdavendigâr), sultan ottoman de 1360 à 1389, mort à la bataille de Kosovo Polje (° 1326).

### XVesiècle
- 1416 : Jean Ier de Berry, duc d'Auvergne (° 30 novembre 1340).
- 1467 : Philippe III le Bon, duc de Bourgogne (° 31 juillet 1396).

### XVIIesiècle
- 1679 :
  - Guillaume Courtois, peintre français (° 20 janvier 1626).
  - Pierre Lambert de La Motte, religieux et fondateur des Missions étrangères de Paris (° 16 janvier 1624).

### XVIIIesiècle
- 1750 : Marguerite de Launay, baronne Staal, femme de lettres française (° 30 août 1693).
- 1772 : Louis-Claude Daquin, musicien français (° 4 juillet 1694).
- 1785 : Jean-François Pilâtre de Rozier, aérostier français (° 30 mars 1754).

### XIXesiècle
- 1835 : Bonaventure Niemojowski, avocat, écrivain et homme politique polonais (° 4 septembre 1787).
- 1849 : James Knox Polk, 11e président américain, ayant exercé de 1845 à 1849 (° 2 novembre 1795).
- 1858 : Ary Scheffer, peintre français (° 10 février 1795).
- 1861 : Thomas Choe Yang-eop, prêtre catholique coréen, vénérable (° 1er mars 1821).
- 1886 : 
  - Louis Marie Palazzolo, prêtre catholique italien (° 10 décembre 1827).
  - Charles-Joseph Pariset, notaire français (° 22 mai 1807).
  - Louis Simonin, ingénieur et explorateur français (° 22 août 1830).
- 1888 : Frédéric III, empereur d'Allemagne de mars à juin 1888 (° 18 octobre 1831).
- 1889 : Mihai Eminescu, poète roumain (° 15 janvier 1850).

### XXesiècle
- 1905 : Carl Wernicke, médecin polonais (° 15 mai 1848).
- 1929 : Virginia Brooks, suffragette et écrivaine américaine (° 11 janvier 1886).
- 1934 : Alfred Bruneau, compositeur français (° 3 mars 1857).
- 1953 : Muhammad Loutfi Goumah, écrivain égyptien (° 18 janvier 1886).
- 1956 :
  - Antonio Aparisi-Serres, médecin et écrivain franco-espagnol (°27 octobre 1883).
  - Ernst Leitz, homme d'affaires allemand, fondateur de Leica (° 1er mars 1871).
- 1962 : Alfred Cortot, musicien français (° 26 septembre 1877).
- 1965 : Steve Cochran, acteur américain (° 25 mai 1917).
- 1968 : Wes Montgomery, guitariste de jazz américain (° 6 mars 1925).
- 1970 : Henri Queuille, homme politique français, président du Conseil de 1948 à 1950 (° 31 mars 1884).
- 1980 : Sergio Pignedoli, prélat italien (° 4 juin 1910).
- 1983 : Mario Casariego y Acevedo, prélat espagnol (° 13 février 1909).
- 1984 : Meredith Willson, compositeur, chef d’orchestre et instrumentiste américain (° 18 mai 1902).
- 1989 :
  - Maurice Bellemare, homme politique canadien (° 8 juin 1912).
  - Victor French, acteur américain (° 4 décembre 1934).
- 1991 : Happy Chandler, dirigeant de sport et homme politique américain, commissaire du baseball majeur et gouverneur du Kentucky (° 14 juillet 1898).
- 1993 : John Connally, homme politique américain, 61e secrétaire d'État au Trésor (° 27 février 1917).
- 1994 : Mános Hadjidákis (Μάνος Χατζιδάκις), compositeur grec (° 23 octobre 1925).
- 1996 : 
  - Ella Fitzgerald, chanteuse américaine (° 25 avril 1917).
  - Fitzroy MacLean, militaire, diplomate et homme politique écossais (° 11 mars 1911).
- 1999 : Omer Côté, homme politique québécois (° 13 janvier 1906).
- 2000 : Jules Roy, écrivain et militaire français (° 22 octobre 1907).

### XXIesiècle
- 2001 : Henri Alekan, chef opérateur français (° 10 février 1909).
- 2002 : 
  - Jean Balladur, architecte français (° 11 mai 1924).
  - Said Belqola (سعيد بلقولة), arbitre de football marocain (° 30 août 1956).
  - Choi Hong Hi (최홍희), militaire sud-coréen, fondateur du Taekwondo (° 9 novembre 1918).
- 2003 :
  - Hume Cronyn, acteur canadien (° 18 juillet 1911).
  - Philip Stone, acteur britannique (° 14 avril 1924).
- 2005 : Suzanne Flon, comédienne française (° 28 janvier 1918).
- 2006 : Raymond Devos, humoriste français (° 9 novembre 1922).
- 2007 : Sherri Martel, catcheuse américaine (° 8 février 1958).
- 2008 : 
  - Ray Getliffe, joueur de hockey sur glace canadien (° 3 avril 1914).
  - Lucien Laubier, océanographe français (° 22 septembre 1936).
  - Stan Winston, cinéaste américain (° 7 avril 1946).
- 2010 : Roger Diamantis, producteur cinématographique et directeur de salle de cinéma français à Paris 6è (° 31 décembre 1934).
- 2015 : 
  - Jean-Yves Cozan, homme politique breton et français (° 16 mai 1939).
  - Wilfried David, cycliste sur route belge (° 22 avril 1946).
  - Jean Doré, avocat et homme politique canadien (° 12 décembre 1944).
  - Zhanna Friske, actrice, chanteuse, mannequin et mondaine russe (° 8 juillet 1974).
  - Guy Piérauld, acteur de doublage français (° 5 octobre 1924).
  - Harry Rowohlt, écrivain, chroniqueur, traducteur, comédien et récitant allemand (° 27 mars 1945).
- 2016 :
  - Claude Confortès, acteur et réalisateur français (° 28 février 1928).
  - Lois Duncan, romancière américaine (° 28 avril 1934).
  - Hiroshi Minatoya, judoka japonais (° 17 octobre 1943).
  - Claude Sales, journaliste français (° 21 juillet 1930).
- 2017 :
  - Ibrahim Abouleish, médecin et chimiste égyptien (° 23 mars 1937).
  - Alexeï Batalov, acteur soviétique puis russe (° 20 novembre 1928).
  - Jacques Charpentier, compositeur et organiste français (° 18 octobre 1933).
  - Gérard Cholvy, historien français (° 17 novembre 1932).
  - Bill Dana, acteur, scénariste et réalisateur américain (° 5 octobre 1924).
  - James McCord, espion américain (° 26 juillet 1924).
  - Danny Schock, hockeyeur sur glace canadien (° 30 décembre 1948).
- 2018 : 
  - Hélène Mouriquand, peintre français (° 13 décembre 1918).
  - Matt Murphy, guitariste américain (° 28 décembre 1949).
  - Raoul Van Caenegem, historien belge (° 14 juillet 1927).
  - Darío Villalba, peintre espagnol (° 22 février 1939).
  - Dieter Wellershoff écrivain allemand (° 20 novembre 1928).
- 2021 : Vladimir Chatalov, astronaute soviétique (° 8 décembre 1927).
- 2023 :
  - Glenda Jackson, actrice et femme politique britannique (° 9 mai 1936).
  - Antonio Jiménez Quiles, coureur cycliste espagnol (° 11 juillet 1937).
  - Gordon McQueen, footballeur international écossais (° 26 juin 1952).
  - Cabrel Nanjip, humoriste et influenceur camerounais (° 21 août 1990).
- 2024 :
  - Murlidhar Chandrakant Bhandare, homme politique indien (° 10 décembre 1928).
  - Kevin Campbell, footballeur anglais (° 4 février 1970).
  - Érik Canuel, réalisateur et scénariste de films canadien (° 1961).
  - Bernd Faulenbach, historien allemand (° 3 novembre 1943).
  - Francine Leca, chirurgienne cardiaque et professeure de médecine française (° 20 mai 1938).
  - Enrique Pinder, boxeur panaméen (° 7 août 1947).
  - Freddy Willockx, homme politique belge (° 2 septembre 1947).

## Célébrations

### Internationales
- Journée mondiale de lutte contre la maltraitance des personnes âgées[7].
- Journée mondiale du vent et de l'énergie éolienne (global wind day)[8].

### Nationales
- Azerbaïdjan : fête du salut national[9] commémorant le retour de Heydar Aliyev en 1993 à la demande du Parlement.
- Danemark (Union européenne) : fête du drapeau national[10].
- États-Unis :
  - Arkansas : admission day[11] (« fête de l'admission ») commémorant l'entrée de l'État dans l'Union des États-Unis.
  - Delaware : separation day[12] / « fête de la séparation » commémorant la décision de l'assemblée coloniale de se rendre indépendante de la Grande-Bretagne en 1776.
- Japon : célébration nationale en l'honneur de William Adams / Miura Anjin (三浦按針) de son nom de samourai hatamoto.
- Mangaia (Îles Cook) : Mangaia gospel day [13] célébrant l'arrivée du christianisme dans les îles.
- Philippines : Misamis oriental / Cagayan de Oro city charter day (« fête de la charte de Cagayan de Oro ») célébrant la signature par le président Elpidio Quirino en 1950 de l'acte qui accorde le statut de « chartered city » (« cité-État ») à la ville de Cagayan[14].

### Religieuses
Sikhisme : premier jour du mois de Harh.[réf. nécessaire]

### Saints des Églises chrétiennes

#### Saints des Églises catholiques et orthodoxes
Référencés ci-après in fine, :
- Abraham d'Auvergne († 472), originaire de Syrie ou de Perse, abbé de Saint-Cirgues près de Clermont en Auvergne (fête majeure du patriarche biblique les 19 ou 20 décembre).
- Agrice de Sens († v. 487), évêque.
- Amos (VIIIe siècle), bouvier et cultivateur de sycomores dans le village de Téquoa à quelques kilomètres de Bethléem.
- Augustin d'Hippone († 430), évêque ; date orientale, fêté le 28 août en Occident[17] (voir St Augustin de Cantorbéry les 27 mai).
- Benilde de Cordoue († 853), martyre par la main de musulmans près de Cordoue en Andalousie.
- Bernard de Menthon (923 ou 1020 - 1008, 1081 ou 1086), né au château de Menthon, sur les bords du lac d'Annecy, archidiacre à Aoste, fondateur de l'hospice du Grand-Saint-Bernard (voir st Bernard de Clairvaux les 20 août).
- Crescence (IVe siècle) -ou « Crescens »-, martyrisée avec saint Guy -« Vit » ou « Vitus »-, son fils nourricier (voir 12 juin trois jours avant) et saint Modeste son époux, sous le règne de l'empereur Valérien.
- Doulas d'Égypte (ru) († ?), père du désert, disciple de saint Bessarion, martyr en Égypte.
- Guy († vers 303), avec sa nourrice, Crescence et son époux Modeste, martyrs en Italie du Sud.
- Hesyque († 304), martyr.
- Hilarian d'Espalion (VIIIe siècle), martyr.
- Landelin († vers 686), ancien brigand en Artois, abbé à Crespin, près de Valenciennes.
- Lothaire († 756) -« Loyer » ou « Lohier »-, d'origine lorraine, évêque de Sées, en Normandie.
- Monique († 387), mère de Saint Augustin (date orientale, car occidentale les 27 août).
- Vougay d'Armagh († 585), évêque.

#### Saints et bienheureux des Églises catholiques
référencés ci-après :
- Albertina Berkenbrock († 1931), bienheureuse laïque brésilienne.
- Ange Clareno († 1337), bienheureux, frère mineur, chef des spirituels italiens.
- Barbe Cui Lianzhi († 1900), laïque martyre chinoise.
- Clemente Vismara († 1988), bienheureux prêtre italien.
- Germaine de Pibrac († 1601) -ou « Germaine Cousin »-, jeune bergère scrofuleuse.
- Grégoire Louis († 1697), bienheureux, évêque de Bergame et cardinal puis évêque de Padoue (fête majeure les 3 septembre).
- Isfrid de Ratzbourg († 1204), évêque.
- Louis-Marie Palazzolo († 1886), prêtre italien et fondateur d'une congrégation religieuse.
- Pierre Snow et Raoul Grimston († 1598), bienheureux prêtre et laïc anglais martyrs.
- Thomas Scryven († 1537), bienheureux moine chartreux anglais martyr.

#### Saint orthodoxe
- Cassien (ru) et Grégoire († 1392), originaires de la région de Vologda en Russie, fondèrent un monastère à Makhrichtch (ru), higoumènes (abbés) d'Avnejk, martyrs par la main de Tatars.
- Éphrem (en) († 1399 ou 1400), patriarche de Serbie, puis ascète près de Petch.
- Jérôme de Stridon († 420)[16], aux dates éventuellement "juliennes" / orientales (plutôt célébré les 30 septembre par les catholiques).
- Lazare de Serbie († 1389), prince de Serbie, martyr par la main de musulmans après la bataille du Champ des Merles (Kosovo Polje en serbe).

### Prénoms du jour
Bonne fête aux Germaine, Maimaine.
Et aussi aux :
- Amos,
- Bénilde,
- Crescence,
- Landelin et son féminin : Landeline,
- Lothaire et ses variantes,
- Nouga ; ses variantes masculines : Gougae, Vouga, Vougay ; féminine Nonnig ; et épicènes : Nennoc'h, Nona, Nonna, Nonnic et Nonnik[18] (voir les Ninog et variantes les 4 juin).

## Traditions et superstitions

### Dictons
- « À la saint-Augustin, le soleil a grillé le serpolet et le thym. »
- « Pluie de saint-Guy, c'est tout l'an qui rit. »
- « S'il pleut le 5 mai, il n'y pas de noix ; s'il pleut le 15 juin, il n'y aura pas de raisin. »[19]
- « S’il pleut le quinze juin, il n’y a pas de raisin. »[20]
- « Soleil à la sainte-Germaine, beau temps pour toute la semaine. »[21]

### Astrologie
Signe du zodiaque : 25e jour du signe astrologique des Gémeaux.

## Toponymie
Le nom de nombreuses voies, places, sites et édifices de pays ou régions francophones contiennent cette date sous différentes graphies : voir Quinze-Juin .